# Tour della nazionale maschile di rugby a 15 della Scozia 1992
Tra le edizioni del 1991 e del 1995 della coppa del mondo di rugby, la nazionale di rugby a 15 della Scozia si è recata più volte in tour oltreoceano.
Nel 1992 si reca in Tour in Australia subendo due sconfitte con i Wallabies (12-27 e 13-37).

## Risultati

### Itest match
| Arbitro: | Lindsay McLachlan |

|                               |      |                 |
| Campese (2) Carozza M. Lynagh | mt   | Wainwright      |
| M. Lynagh                     | tr   | G. Hastings     |
| M. Lynagh (3)                 | c.p. | G. Hastings (2) |

| Arbitro: | Colin Hawke |

|                             |      |                |
| Eales Horan (2) Carozza (2) | mt   | Lineen D. Sole |
| M. Lynagh                   | tr   | Chalmers       |
| M. Lynagh (5)               | c.p. | Chalmers       |

### Gli altri incontri
| Darwin 28 maggio 1992 | North Territory XV | 17 – 16 | Scozia XV |  |

| Brisbane 31 maggio 1992 | Queensland | 15 – 15 | Scozia XV | Ballymore Oval |

| Hobart 3 giugno 1992 | Emerging Wallabies | 24 – 24 | Scozia XV |  |

| Sydney 6 giugno 1992 | New South Wales | 15 – 35 | Scozia XV |  |

| Tamworth 9 giugno 1992 | NSW Country | 10 – 26 | Scozia XV |  |

| Toowooomba 17 giugno 1992 | Queensland Country | 12 – 29 | Scozia XV |  |